# Nastri d'argento 1982
Els Nastri d'argento 1982 foren la 37a edició de l'entrega dels premis Nastro d'Argento (Cinta de plata) que va tenir lloc el 1982.

## Guanyadors

### Millor director
- Marco Ferreri - Storie di ordinaria follia

### Millor director novell
- Alessandro Benvenuti - Ad ovest di Paperino

### Millor productor
- Mario Cecchi Gori i Vittorio Cecchi Gori – pel conjunt de la seva producció

### Millor argument original
- Luigi Comencini e Massimo Patrizi - Cercasi Gesù

### Millor guió
- Bernardino Zapponi, Leonardo Benvenuti, Piero De Bernardi, Tullio Pinelli e Mario Monicelli - Il marchese del Grillo

### Millor actor protagonista
- Ugo Tognazzi - La tragedia di un uomo ridicolo

### Millor actriu protagonista
- Eleonora Giorgi - Borotalco

### Millor actor debutant
- Beppe Grillo - Cercasi Gesù

### Millor actriu debutant
- Marina Suma - Le occasioni di Rosa

### Millor actriu no protagonista
- Claudia Cardinale - La pell

### Millor actor no protagonista
- Paolo Stoppa - Il marchese del Grillo

### Millor banda sonora
- Lucio Dalla i Fabio Liberatori - Borotalco

### Millor fotografia
- Tonino Delli Colli - Storie di ordinaria follia

### Millor vestuari
- Gianna Gissi - Il marchese del Grillo

### Millor escenografia
- Lorenzo Baraldi - Il marchese del Grillo

### Efectes especials
- El misteri d'Oberwald

### Millor pel·lícula estrangera
- István Szabó - Mephisto

### Millor director de curtmetratge
- Claudio Racca - Ballare è bello

### Millor productor de curtmetratge
- Ferdinando Zazzara

### Certificat de mèrit
- Carlo Cristallini - pel curtmetratge Artigianato umbro